# Toxorhina duyagi
Toxorhina duyagi är en tvåvingeart som beskrevs av Alexander 1930. Toxorhina duyagi ingår i släktet Toxorhina och familjen småharkrankar. Inga underarter finns listade i Catalogue of Life.